# Marie Darby
Marion Marie Stringer Darby (* 2. August 1940 in Wellington, Neuseeland; † 10. Oktober 2019 in Lower Hutt, Neuseeland) war eine neuseeländische Biologin und Lehrerin. Sie war die erste Neuseeländerin, die im Januar 1968 das antarktische Festland betrat und die Scott Base erreichte.

## Leben und Werk

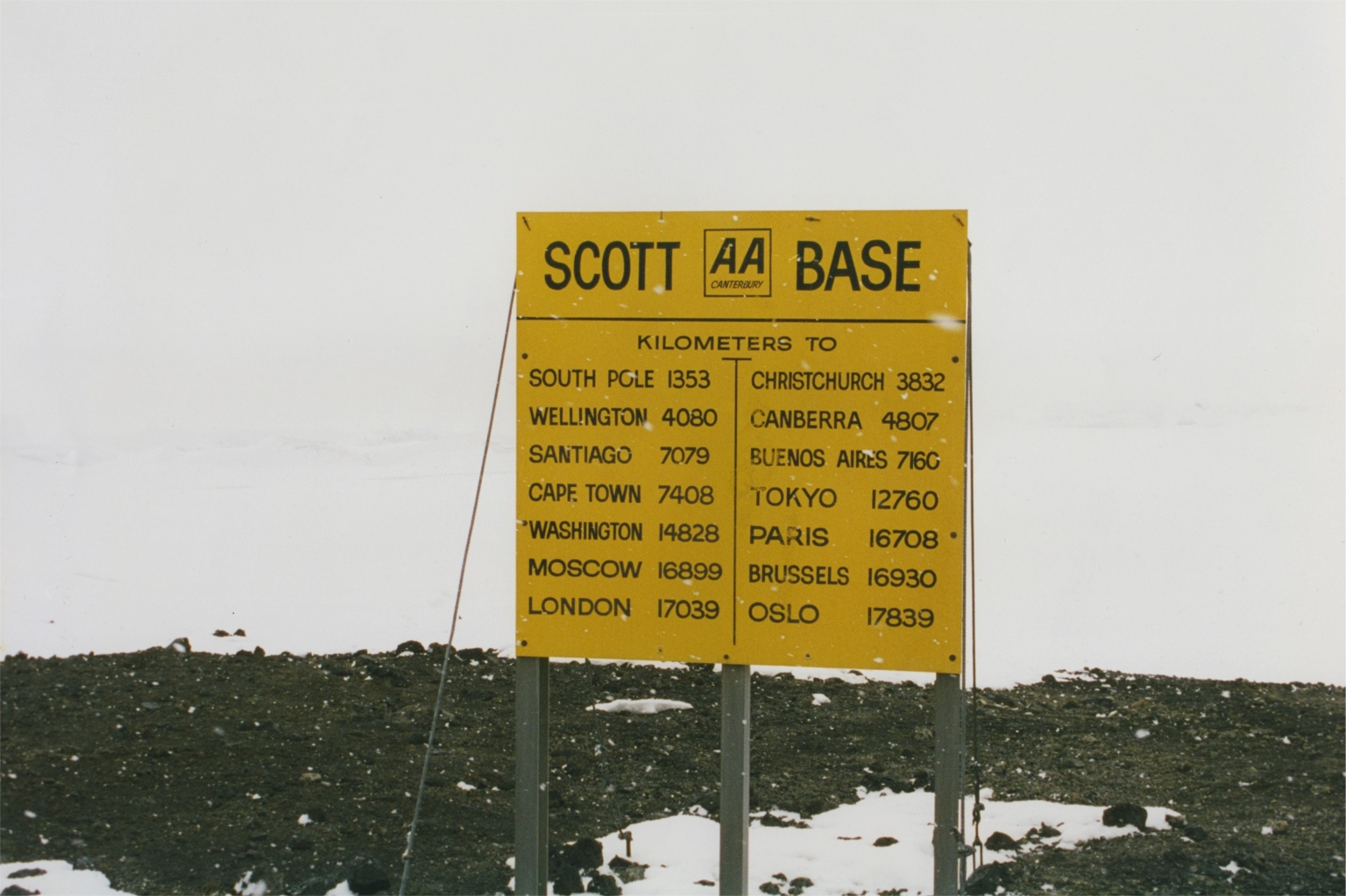
Scott Base in der Antarktis

Darby war die Tochter von Arthur William Büchler und der Allgemeinmedizinerin Marie Payne Büchler (geb. Stringer) und besuchte die Hutt Valley High School. Sie studierte an der Victoria University of Wellington mit einem Bachelor of Science-Abschluss und an der University of Canterbury, wo sie 1966 einen Master of Science-Abschluss erwarb. Ihre Masterarbeit trug den Titel The ecology of fishes in tidal rockpools: with a revision of the common littoralpecies Tripterygion nigripenne Cuv., and Val., 1836 (Tripterygiidae: Blennioidei: Teleostei).
Sie forschte ein Jahr auf der meeresbiologischen Station Portobello und nahm an mehreren Studienreisen in der Cookstraße teil. Sie war spezialisiert auf Ichthyologie und nahm 1962 eine Stelle als Meereszoologin am Canterbury Museum an. Sie war mit einem Zoologen und biologischen Fotografen an der University of Canterbury, John Darby, verheiratet. Ihr Ehemann arbeitete von Dezember 1967 bis Februar 1968 in der Pinguinkolonie auf Kap Bird, 60 Meilen nördlich der Scott Base.
Sie interessierte sich für die Antarktis, doch die damaligen Behörden weigerten sich, sie zu Forschungszwecken in den Süden zu schicken. Stattdessen fuhr sie als Dozentin und ehrenamtliche Rangerin auf einem der ersten Touristenboote in das Rossmeergebiet. Sie segelte auf einem Touristenschiff des schwedisch-amerikanischen Unternehmers und Entdeckers Lars-Eric Lindblad, der Magga Dan. Die Magga Dan nahm 50 Touristen auf, mit denen sie die Scott Base besuchte.
1980 schloss sie ihr Pädagogikstudium ab, nachdem sie zuvor eine Ausbildung zur Journalistin absolviert hatte. Sie unterrichtete als Lehrerin zunächst am Dunedin Teachers’ College und dann an der University of Otago. Acht Jahre später studierte sie in Deutschland die Rudolf-Steiner-Methode und war 1990 am Aufbau einer Rudolf-Steiner-Sekundarschule in Lower Hutt beteiligt. 1996 war sie Gründungsdirektorin der Te-Ra-Waldorfschule in Raumati South. Sie gründete eine zweisprachige Kinderzeitschrift und war wissenschaftliche Beraterin für Grundschulen.
Sie veröffentlichte in wissenschaftlichen Fachzeitschriften zu Gelbaugenpinguinen, neuseeländischen Schmetterlingen und Seevögeln, Mangrovensümpfen, röhrenfüßigen Meerestieren und zur Kindererziehung.
Sie starb 2019 im Alter von 79 Jahren im Te-Omanga-Hospiz in Lower Hutt.

## Ehrungen
- 2004 benannte das New Zealand Geographic Board ihr zu Ehren den Mount Darby in der Antarktis[2]